# Josh Brownhill
Joshua Brownhill (sinh ngày 19 tháng 12 năm 1995) là một cầu thủ bóng đá chuyên nghiệp người Anh thi đấu ở vị trí tiền vệ cho câu lạc bộ Burnley tại Giải bóng đá Ngoại hạng Anh.

## Danh hiệu
Barnsley
- Vòng play-off EFL League One: 2016[5]
- EFL Trophy: 2015–16[6]

Burnley
- EFL Championship: 2022–23[7]

Cá nhân
- Đội hình EFL của mùa giải: 2022–23[8]
- Đội hình PFA của năm: Championship 2022-23[9]